# 侯建新
侯建新（1951年—），中国历史学家，天津师范大学资深教授，欧洲文明研究院院长，南京大学特聘教授。他长期致力于欧洲中世纪史、英国经济社会史以及中西现代化进程比较研究，被誉为中国世界史学科的领军人物之一。曾任国务院学位委员会第五、第六届学科评议组成员，第七届世界史学科评议组召集人。现为中国世界古代中世纪史学会荣誉会长，《经济社会史评论》主编。

## 教育背景与学术经历
侯建新出生于天津，1978年考入天津师范大学历史系，1982年本科毕业后留校任教。后在南开大学获得历史学博士学位。他曾在英国剑桥大学、丹麦哥本哈根大学、美国斯坦福大学等多所国际知名高校担任访问学者或客座教授。自1993年起，历任天津师范大学历史学系主任、历史文化学院院长，2010年起担任欧洲文明研究院院长。

## 学术贡献
侯建新的研究聚焦于英国中世纪晚期至近代早期的社会经济变迁，尤其关注农民土地权利、市场机制与社会结构的演变。他强调通过中西历史比较研究，探讨中国近代化进程的独特路径。其代表作包括《现代化第一基石》、《社会转型时期的西欧与中国》、《资本主义起源新论》、《农民、市场与社会变迁：冀中11村透视并与英国乡村比较》等。其论文《中世纪与欧洲文明元规则》被评为2020年中国历史学十大优秀论文之一。

## 主要著作
- 《欧洲中世纪城市乡村与文化》
- 《农民、市场与社会变迁：冀中11村透视并与英国乡村比较》
- 《资本主义起源新论》
- 《社会转型时期的西欧与中国》
- 《现代化第一基石：农民个人力量增长与中世纪晚期社会变迁》